# ايست ويليمباري (أونتاريو)
ايست ويليمباري، أونتاريو (بالإنجليزية: East Gwillimbury)‏ هي مدينة كندية تقع في مقاطعة أونتاريو. تبلغ مساحة هذه المدينة 245.0581 (كم²)، ويبلغ عدد سكانها 21069 نسمة حسب إحصاء سنة 2006 م، بينما كان يسكنها 20555 نسمة في سنة 2001 م. تحتل هذه المدينة المرتبة رقم 180 بين مدن كندا حسب عدد السكان والمرتبة رقم 71 في المقاطعة. نما عدد السكان في هذه المدينة بنسبة (2.5) بين العامين المذكورين.

## وصلات خارجية
- الأطلس الحكومي لكندا
- إحصاءات كندا مع ساعة تعداد السكان